# Baie de Matavai
La baie de Matavai est située à Mahina au nord de l'île de Tahiti en Polynésie française. Première terre abordée lors de la découverte des Îles du Vent par Samuel Wallis en 1767, la baie joue un rôle essentiel dans l'implantation européenne dans l'île et en Polynésie dans les années qui suivirent.

## Géographie
La baie, localisée à l'est de Papeete, est comprise entre la pointe Outu Aiai à l'Ouest et la pointe Vénus au Nord-Est. En son centre, est présente une petite excroissance nommée pointe de Tahara'a. Construit en 1867 le phare de la Pointe Vénus marque le point le plus au nord de l'île de Tahiti et signale l'entrée de la baie. Au Nord-Est se trouve également un haut-fond, potentiellement dangereux pour la navigation, qui porte le nom de « banc du Dauphin ».

## Histoire

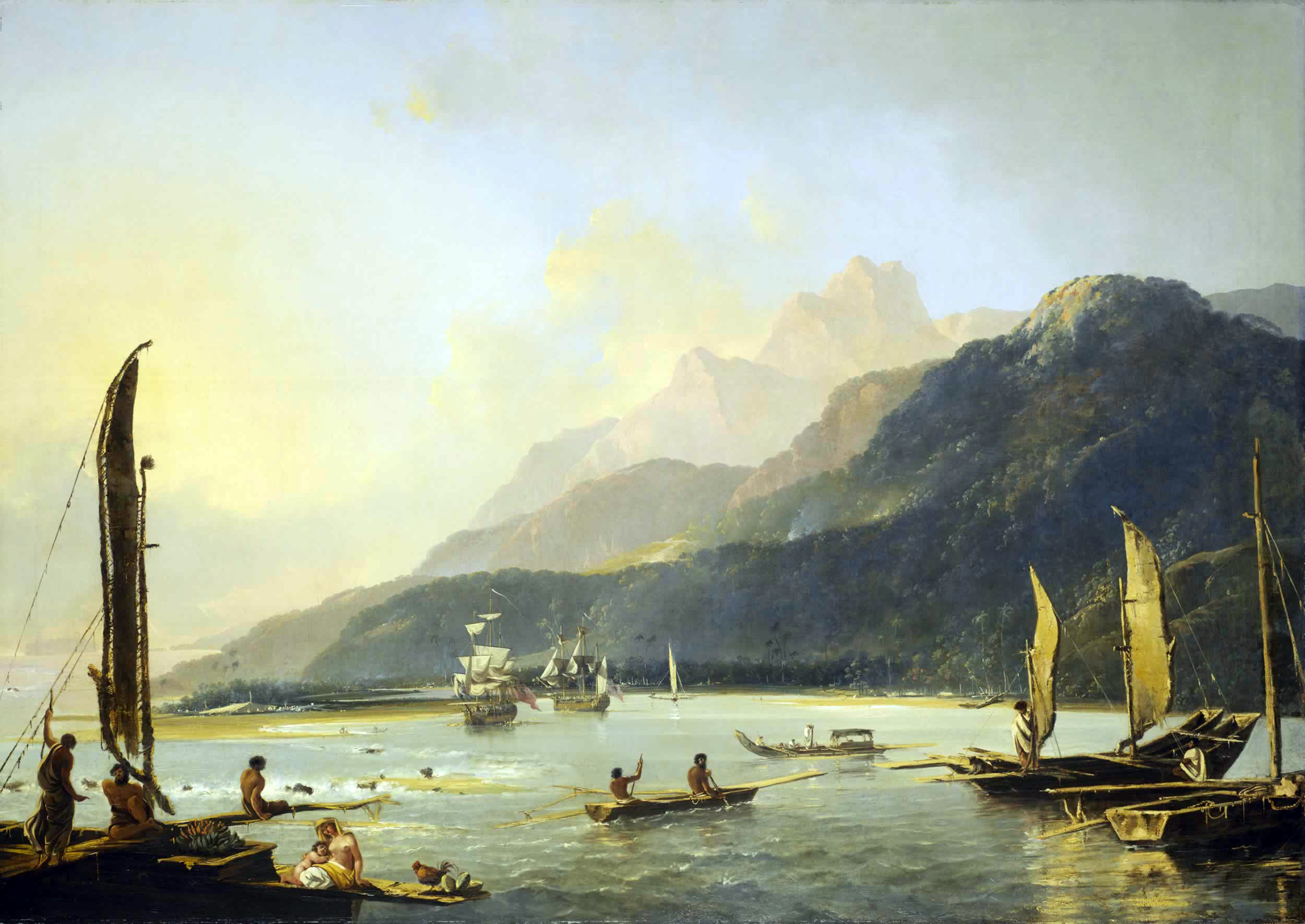
La Baie de Matavai peinte en 1774 par William Hodges lors de la deuxième expédition Cook.

La baie de Matavai est le lieu du premier contact entre les Polynésiens et les Européens lors de l'arrivée du lieutenant britannique Samuel Wallis qui y accoste le 17 juin 1767 et rencontre la cheffesse Oberea. Le Britannique dénomme alors Tahiti en « Île du Roi George ». Quelques mois plus tard, c'est Louis-Antoine de Bougainville qui entre dans la baie le 2 avril 1768 et y reste une dizaine de jours dans l'île qu’il surnomme la « Nouvelle-Cythère ».
Elle est par la suite le point d'arrivée de nombreuses expéditions vers la Polynésie. James Cook y débarque lors de sa première expédition, pour observer le transit de Vénus, le 3 juin 1769, puis lors de sa deuxième expédition, du 15 août au 1er septembre 1773, et à nouveau lors de son troisième voyage, du 13 août au 8 décembre 1777.
En 1788, les révoltés du HMS Bounty y accostent.
Plus tard, les premiers missionnaires protestants anglais envoyés par la Société missionnaire de Londres y débarquent le 5 mars 1797, marquant le début de la christianisation de l'archipel. L’arrivée de l’Évangile est toujours commémorée chaque année à cette date.